# لیائوشی‌بال
لیائوشی‌بال(نام علمی: Liaoxipterus) نام یک سرده از تیره بادبان‌انگشتان است.